# Kośmidry (gromada)
Kośmidry – dawna gromada, czyli najmniejsza jednostka podziału terytorialnego Polskiej Rzeczypospolitej Ludowej w latach 1954–1972.
Gromady, z gromadzkimi radami narodowymi (GRN) jako organami władzy najniższego stopnia na wsi, funkcjonowały od reformy reorganizującej administrację wiejską przeprowadzonej jesienią 1954 do momentu ich zniesienia z dniem 1 stycznia 1973, tym samym wypierając organizację gminną w latach 1954–1972.
Gromadę Kośmidry z siedzibą GRN w Kośmidrach utworzono – jako jedną z 8759 gromad na obszarze Polski – w powiecie lublinieckim w woj. stalinogrodzkim, na mocy uchwały nr 20/54 WRN w Stalinogrodzie z dnia 5 października 1954. W skład jednostki wszedł obszar dotychczasowej gromady Kośmidry ze zniesionej gminy Pawonków oraz obszar dotychczasowej gromady Koszwice i niektóre parcele (z kart 4 i 5 obrębu Lubliniec-Solarnia i z karty 5 obrębu Koszwice) o łącznej powierzchni 10,7273 ha z dotychczasowej gromady Pludry ze zniesionej gminy Łagiewniki Małe w tymże powiecie. Dla gromady ustalono 11 członków gromadzkiej rady narodowej.
20 grudnia 1956 województwo stalinogrodzkie przemianowano (z powrotem) na katowickie.
31 grudnia 1961 gromadę zniesiono, a jej obszar włączono do gromady Pawonków w tymże powiecie.